# Dere apicaloides
Dere apicaloides är en skalbaggsart som beskrevs av Karl Adlbauer 2003. Dere apicaloides ingår i släktet Dere och familjen långhorningar.
Artens utbredningsområde är Sri Lanka. Inga underarter finns listade i Catalogue of Life.